# A. W. Peet
A. W. Peet é docente de física que atua também na área de pesquisa acadêmica na Universidade de Toronto. Seu trabalho é voltado aos campos da gravitação quântica, teoria das cordas e cosmologia, dentre outros.
Peet recebeu um Bacharelado em Física da Universidade de Canterbury em 1990. Em 1994, recebeu um Doutorado em Física da Universidade de Stanford. De 1994 a 1997, fez um pós-doutorado como bolsista na Universidade de Princeton e de 1997 a 2000, fez no Instituto de Física Teórica da Universidade da Califórnia em Santa Bárbara, também como bolsista. Desde 2000, Peet trabalha como docente e conduz pesquisas na Universidade de Toronto. Afiliou-se ao Instituto Perimeter de Física Teórica.
Peet é uma pessoa não binária, utiliza o they singular na língua inglesa e possui um passaporte sem especificação de gênero. Tornou-se popular após ter participado de diversos debates com o psicólogo clínico e colega da Universidade de Toronto, Jordan Peterson, na rede aberta canadense.